# Goufan I
Goufan I est une localité du Cameroun, située dans l'arrondissement de Bafia, le département du Mbam-et-Inoubou et la région du Centre.

## Population
En 1966, Goufan I comptait 1 015 habitants, principalement des Bafia. Lors du recensement de 2005, on a dénombré 1 426 personnes.